# Henk Schuiling
Henk Schuiling (Groningen, 1 augustus 1983) is een Nederlandse wheeler, die zich heeft gespecialiseerd op de 100, 200 en 400 m. 
In mei 2012 kwalificeerde Schuiling zich tijdens de LA-SM Rollstuhlsport in Notwill voor de Paralympische Zomerspelen 2012 in Londen. Tijdens het EK aangepaste atletiek 2012 in Stadskanaal won Schuiling zilver op de 100 m en 200 m wheelen. Schuiling komt uit in de klasse T34, een klasse voor mensen met een hersenverlamming.

## Persoonlijke records
| Discipline | Klasse | Prestatie | Datum        | Plaats  |
| ---------- | ------ | --------- | ------------ | ------- |
| 100 m      | T34    | 17,64 s   | 20 mei 2012  | Notwill |
| 200 m      | T34    | 31,61 s   | 27 juni 2010 | Arbon   |
| 400 m      | T34    | 60,45 s   | 27 juni 2010 | Arbon   |

## Uitslagen

### Europese Kampioenschappen
| Evenement        | Resultaat | Onderdeel |
| ---------------- | --------- | --------- |
| Stadskanaal 2012 | zilver    | 100 m     |
| Stadskanaal 2012 | zilver    | 200 m     |